# Open ICEcat
Open ICEcat is een open content-project dat valt onder de OPL (Open Content License) waarin een open catalogus is opgebouwd voor productinformatie. De editors zijn participerende fabrikanten. De gebruikers van deze open catalogus zijn distributeurs, resellers, webwinkels, vergelijkingssites of postorderaars, ERP-systemen of de fabrikanten zelf.
Open ICEcat startte formeel in december 2005, als initiatief van prof. Martijn Hoogeveen van de Open Universiteit Nederland, met inmiddels 300 participerende  fabrikanten, waaronder Hewlett-Packard, Toshiba, Fujitsu-Siemens, Philips, Intel, IBM en Lenovo. Ook aan de gebruikerszijde is de adoptie van de open catalogus zeer snel verlopen, er worden inmiddels 45 talen ondersteund.
Open ICEcat is interessant omdat het aantoont dat een open content-concept niet alleen levensvatbaar is voor publiek domein-projecten als Wikipedia, maar ook voor commerciegerelateerde projecten. Dit is analoog aan de ontwikkeling van open source-toepassingen als Apache, Linux en MySQL richting de commerciële wereld, wat een hoog niveau van professionele acceptatie markeerde.

## Ondersteunde standaarden
- EAN
- UNSPSC
- XML, als basis voor een catalogus-specifieke DTD
- JSON